# 뷰티핸섬
뷰티핸섬(Beautyhandsome)은 대한민국의 인디밴드이다.

## 활동 내역
2014 ‘뷰티핸섬’ 결성
- ‘레드불라이브온더로드’ 결선진출
- sbs MTV 출연, BuskingTV/QBS 출연
- 8월 18일 첫번째 미니앨범 '너를 사랑하니까' 발매
- 10월 벨로주 단독 쇼케이스 콘서트
- 11월 CJ아지트 튠업 15기 선정
- 11월~12월 부산 대구 대전 전주 서울 전국투어 with 신현희와 김루트

2015 MintpaperPresents ‘bright #3 타이틀 곡 – I Became A Fool’ 참여
- 3월 13,14일 단독 콘서트 @CJ아지트 광흥창
- 5월 Beautiful Mint Life 2015
- 7월 싱글 ‘Let’s Dance’ 발매
- 10월 Grand Mint Festival 2015
- ‘#DearMuse #201510B #PinkRibbon 타이틀 곡 – 나의 여인아’ 발매
- 창원 3.15 아트센터 단독콘서트
- 12월 단독 콘서트 ‘2015굿바이콘서트’ @엠팟홀 학동역

2016 1월 KBS 신년음악회 출연 ‘뷰티핸섬X이예진’
- 3월 싱글 ‘Felt Like Forever’ 발매
- 4월 싱글 ‘다른 길로 갔다면’ 발매
- KCON 2016 JAPAN, mnet재팬 엠카운트다운 출연
- 정규 1집 ‘Destiny’ 발매
- 정규 1집 발매기념 단독콘서트 ‘The One’ @웨스트브릿지
- 5월 그린플러그드 페스티벌
- 7월 지산 밸리 락 페스티벌
- 9월 제10회 렛츠락페스티벌
- 10월 KT&G상상실현 페스티벌 메인무대&러브레이크 특별공연.
- 단독 콘서트 ‘Fall, in love with Beautyhandsome’ @CJ아지트 광흥창
- 11월 전국투어 대구,대전,부산,광주

2017 2월 싱글 ‘This Game’ 발매
- 5월 뷰티풀민트라이프 페스티벌
- 6월 스마일러브위크엔드 페스티벌
- 7월 지산밸리록 뮤직&아츠 페스티벌
- 7월 여름 단독콘서트 @하나투어 브이홀
- 8월 부산국제록페스티벌
- 9월 렛츠락페스티벌
- 9월 단독콘서트 @KT&G상상마당 춘천

2018 1월 싱글 ‘소녀(小女) 발매
- 2월 싱글 ‘어디예요 그대’ 발매